# 内山 (名古屋市)
内山（うちやま）は、愛知県名古屋市千種区の町名。現行行政地名は内山一丁目から内山三丁目。住居表示実施済み。

## 地理
名古屋市千種区西端部に位置し、東は仲田、西は東区葵・筒井、南は今池、北は豊年町・神田町に接する。
住居表示実施前は「内山町」と呼ばれていた。現在も市道名古屋環状線と桜通との交差点名に「内山町」の表記が残っている。

## 歴史

### 町名の由来
旧古井村（のちの千種町）の小字であり、当地が古刹正光院の山内であったという説（『千種村物語』）や、台地の端に位置することから縁山（ふちやま）が転訛したものとする説（『千種区の歴史』）がある。

### 沿革
- 1935年（昭和10年）11月5日 - 東区千種町の一部より、同区内山町が成立[3]。
- 1936年（昭和11年）3月1日 - 千種町の一部を編入[3]。
- 1937年（昭和12年）10月1日 - 東区の一部より千種区が新設され、同区所属となる[3]。
- 1938年（昭和13年）6月1日 - 千種町の一部を編入[3]。
- 1980年（昭和55年）11月23日 - 内山町全域および千種町・都通・豊年町・神田町・若竹町・覚王山通の各一部より内山一から三丁目までが成立[4][3]。

### 町名の変遷
| 実施後     | 実施年月日     | 実施前（特記なければ各町丁の一部） |
| ---------- | -------------- | --- |
| 内山一丁目 | 1980年11月23日 | 内山町一丁目、千種町字池ノ内、千種町字北裏、都通二丁目、都通三丁目、豊年町二丁目、豊年町三丁目（全域）                                                             |
| 内山二丁目 | 1980年11月23日 | 神田町二丁目、神田町三丁目、千種町字池田、都通二丁目、都通三丁目、若竹町二丁目、若竹町三丁目                                                                       |
| 内山三丁目 | 1980年11月23日 | 内山町一丁目、内山町三丁目（全域）、覚王山通一丁目、覚王山通二丁目、覚王山通三丁目、千種町字内山、千種町字北裏、千種町字北畑、千種町字西裏、都通三丁目、都通四丁目 |

## 世帯数と人口
2019年（平成31年）1月1日現在の世帯数と人口は以下の通りである。
| 丁目       | 世帯数    | 人口    |
| ---------- | --------- | ------- |
| 内山一丁目 | 1,083世帯 | 1,730人 |
| 内山二丁目 | 900世帯   | 1,311人 |
| 内山三丁目 | 1,147世帯 | 1,547人 |
| 計         | 3,130世帯 | 4,588人 |

### 人口の変遷
国勢調査による人口の推移
| 1995年（平成7年）  | 3627人 | [ WEB 5 ] |  |
| 2000年（平成12年） | 3527人 | [ WEB 6 ] |  |
| 2005年（平成17年） | 3649人 | [ WEB 7 ] |  |
| 2010年（平成22年） | 4111人 | [ WEB 8 ] |  |
| 2015年（平成27年） | 4547人 | [ WEB 9 ] |  |

## 学区
市立小・中学校に通う場合、学校等は以下の通りとなる。また、公立高等学校に通う場合の学区は以下の通りとなる。
| 丁目       | 番・番地等 | 小学校               | 中学校               | 高等学校 |
| ---------- | ---------- | -------------------- | -------------------- | -------- |
| 内山一丁目 | 全域       | 名古屋市立内山小学校 | 名古屋市立今池中学校 | 尾張学区 |
| 内山二丁目 | 全域       | 名古屋市立内山小学校 | 名古屋市立今池中学校 | 尾張学区 |
| 内山三丁目 | 全域       | 名古屋市立内山小学校 | 名古屋市立今池中学校 | 尾張学区 |

## 施設

### 内山一丁目
- 名古屋市立内山小学校
- キノシタホール
- 内山公園

1983年（昭和58年）4月1日供用開始。
- マックスバリュ今池店
- YAMADA web.com 千種センター店

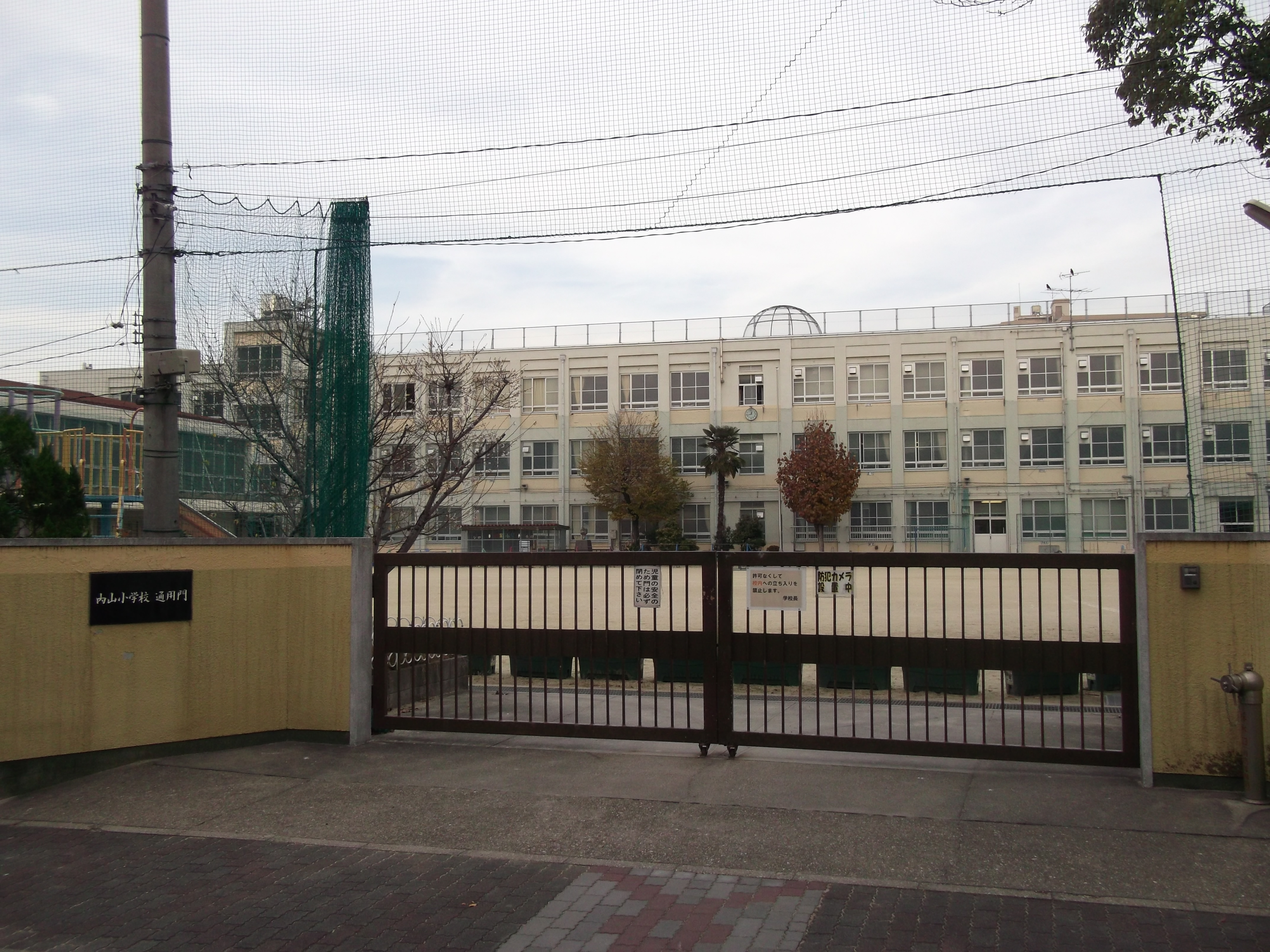
名古屋市立内山小学校
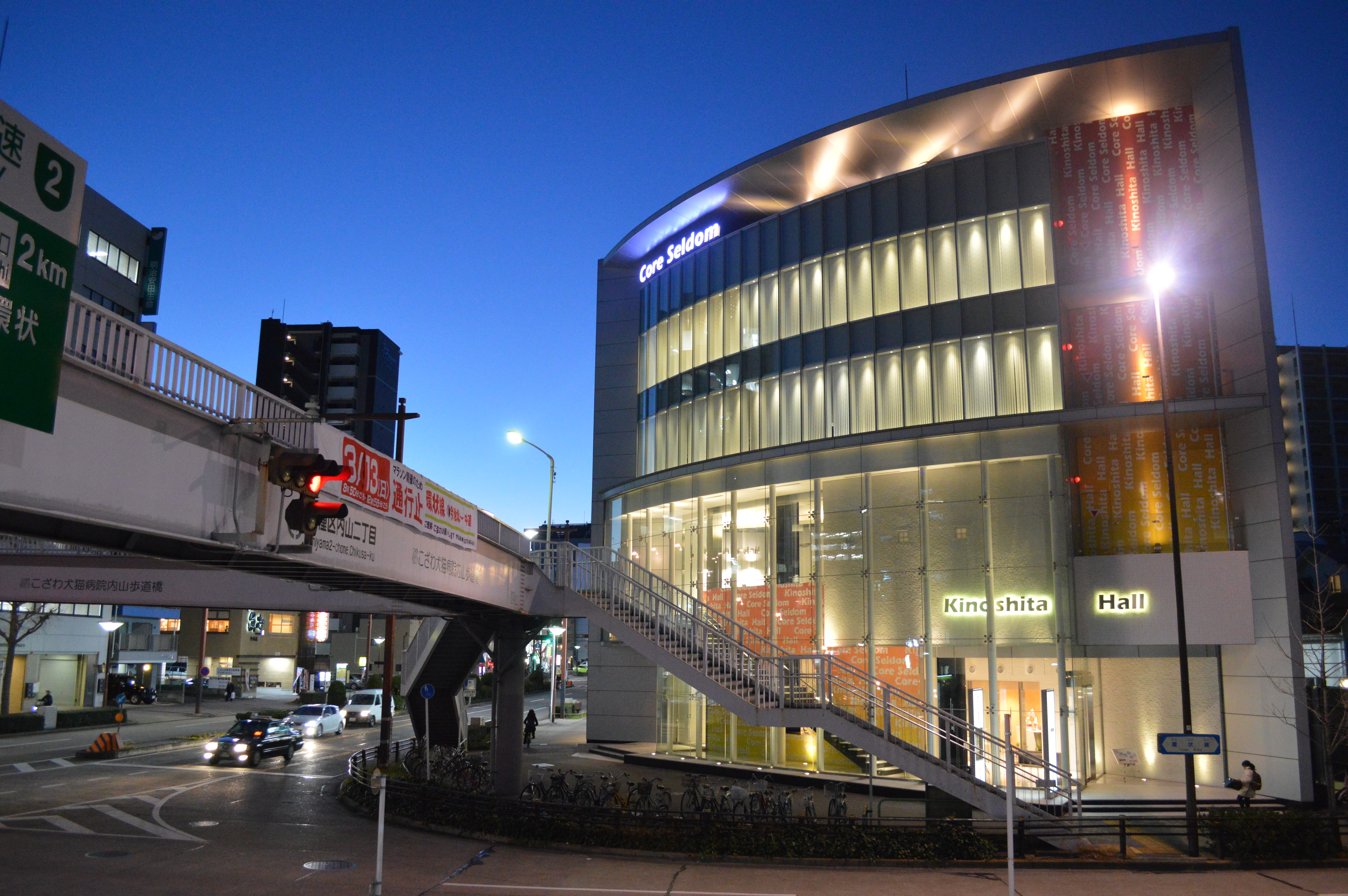
キノシタホール
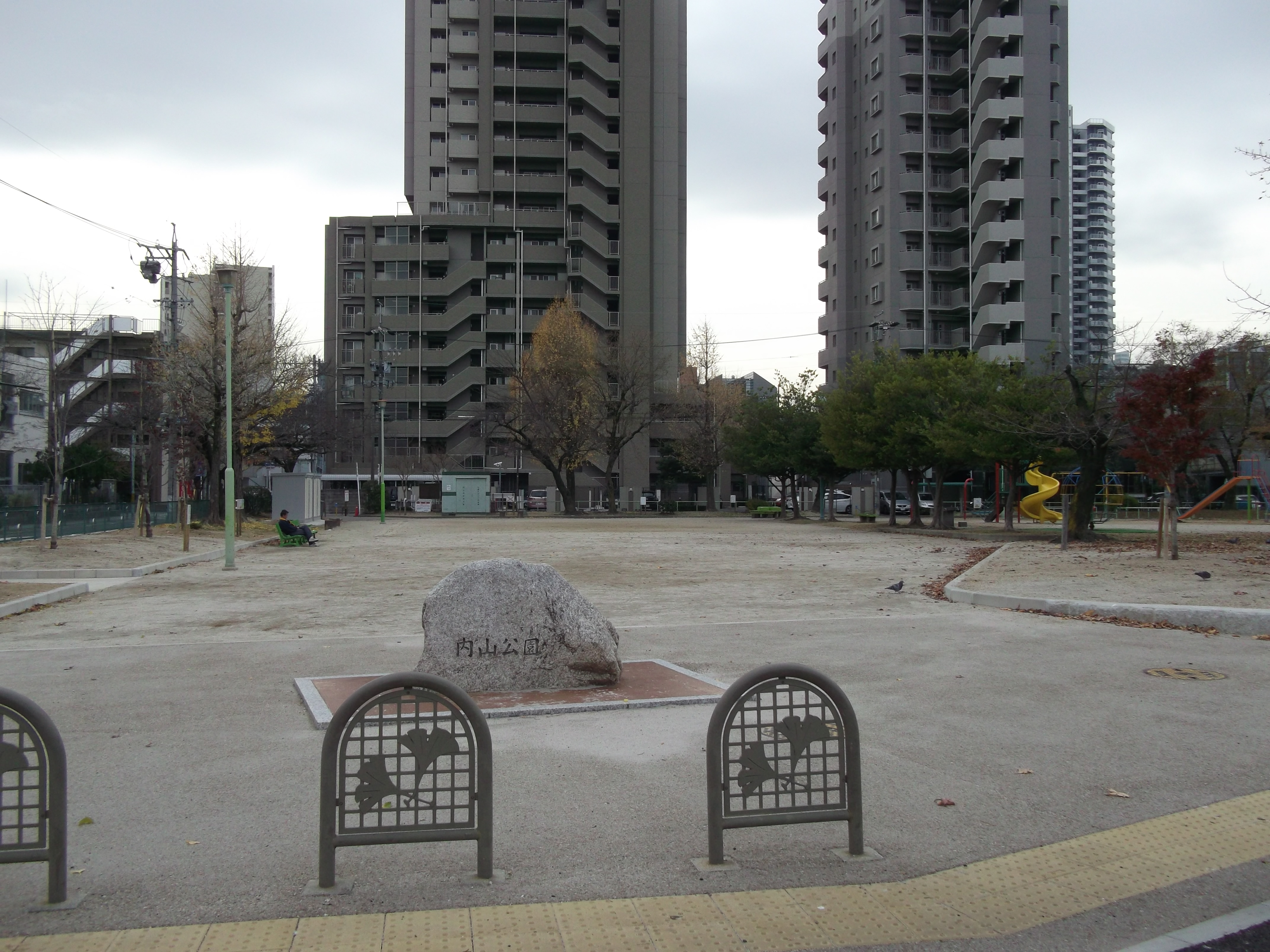
内山公園

### 内山二丁目
- 若竹公園

1982年（昭和57年）4月1日供用開始。

### 内山三丁目
- ちくさ正文館書店本店
- ホテルレオパレス名古屋
- 今池西公園

1982年（昭和57年）4月1日供用開始。

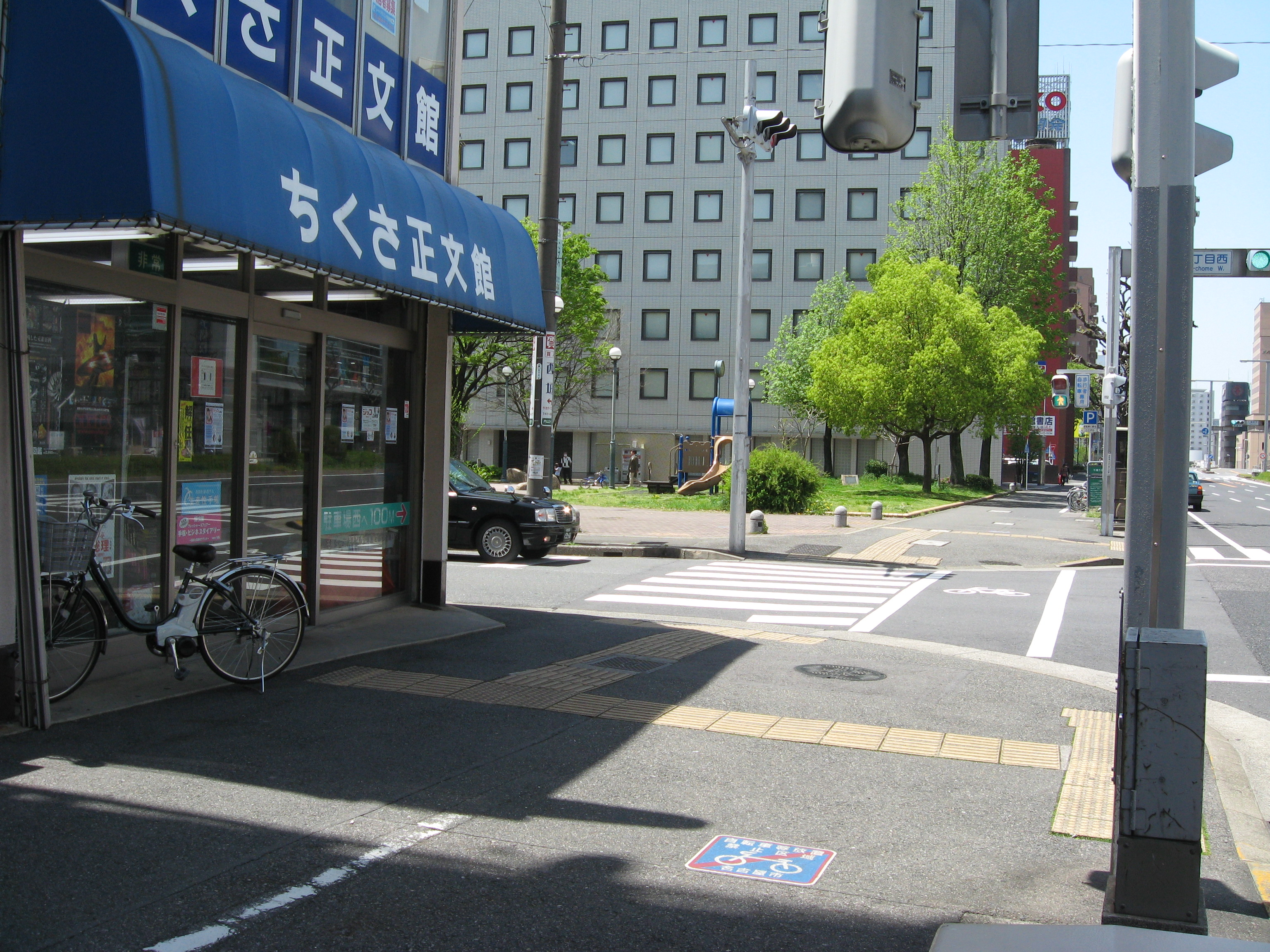
ちくさ正文館
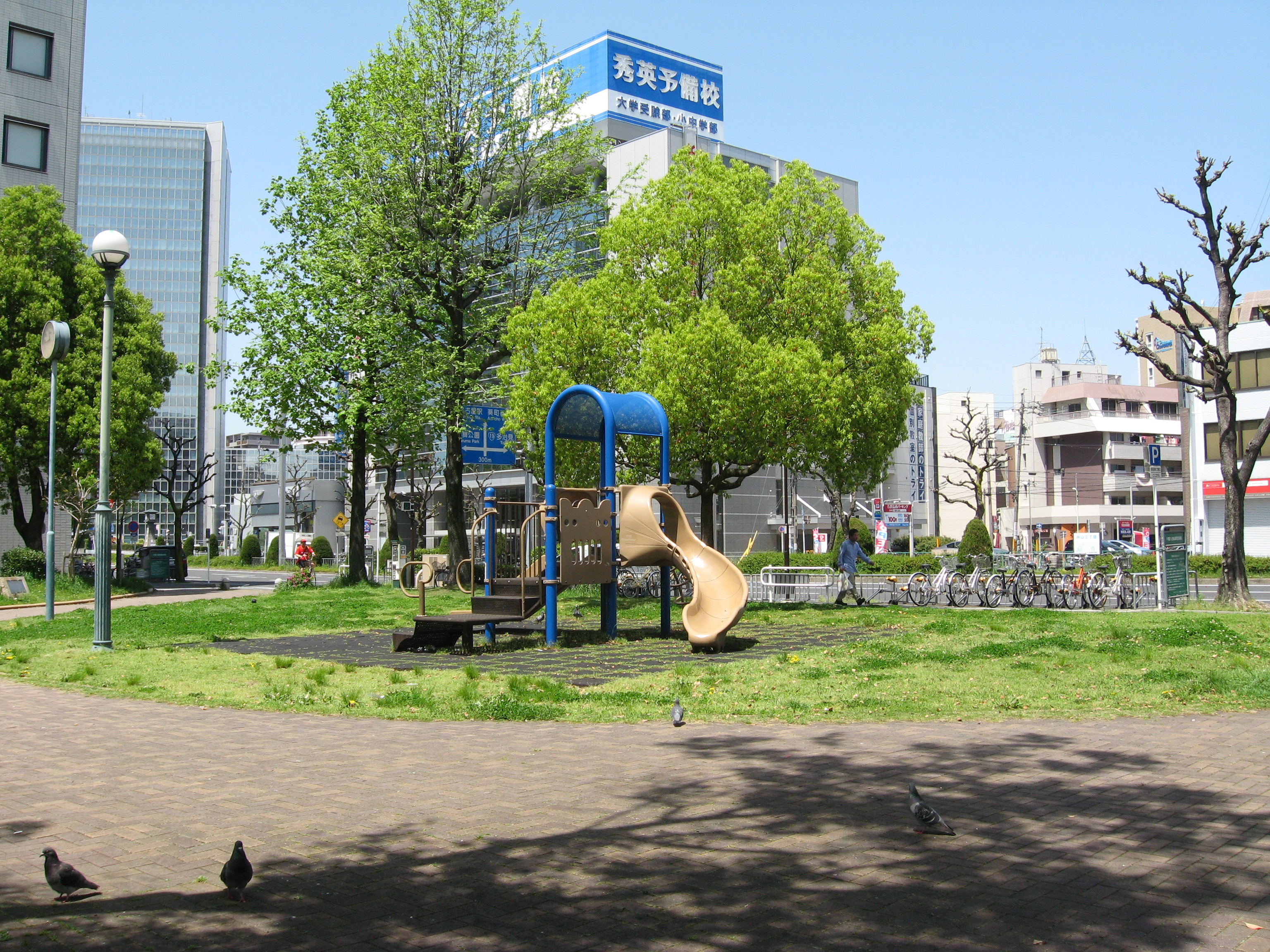
今池西公園

## 交通

### 鉄道
- JR中央本線 千種駅
※ また、名古屋市営地下鉄東山線・桜通線今池駅の一部の出入口が当地にある。地下鉄東山線の千種駅は、隣接する東区葵に所在するが、一部の出入口は当地にある。

### バス
- 名古屋市営バス
- 東名ハイウェイバス[注釈 1]
  - 千種駅前 バス停

※当地内にあるのは静岡・東京方面の乗車専用停留所

### 道路
- 桜通（名古屋市道都通布池線）
- 錦通
- 広小路通（愛知県道60号名古屋長久手線）
- 環状線（名古屋市道名古屋環状線）

## その他

### 日本郵便
- 郵便番号 : 464-0075[WEB 1]（集配局：千種郵便局[WEB 13]）。